# جون الكسندر سيمبسون
جون الكسندر سيمبسون (بالإنجليزية: John Alexander Simpson)‏ (و. 1916 – 2000 م) هو فيزيائي، وعالم نووي، وأستاذ جامعي من الولايات المتحدة الأمريكية . ولد في بورتلاند، أوريغون.
شارك في مشروع مانهاتن .وكان عضواً في الأكاديمية الوطنية للعلوم، والأكاديمية الأمريكية للفنون والعلوم .
توفي في شيكاغو ، عن عمر يناهز 84 عاماً.

## التعليم
تعلم في جامعة نيويورك، وتحصل منها على درجة الماجستير في العلوم ودكتوراه في الفلسفة، وكلية ريد، وتحصل منها على بكالوريوس في الفنون

## مناصب وهيئات
أدار جامعة شيكاغو.